# Universiteit van Syracuse

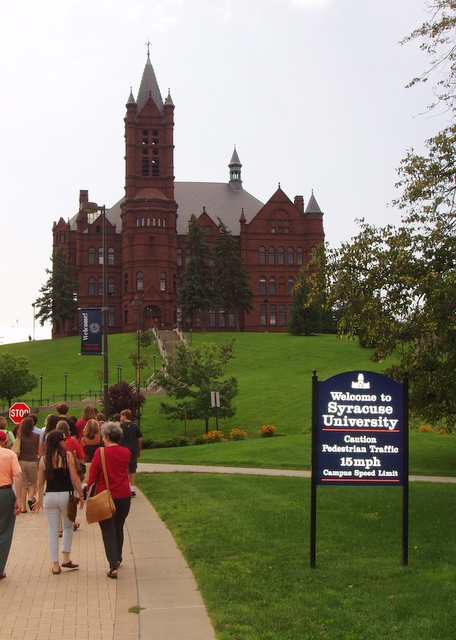
Campus van de Universiteit van Syracuse

De Universiteit van Syracuse of Syracuse University (SU) is een particuliere universiteit in Syracuse in de staat New York in de Verenigde Staten.
De universiteit werd opgericht in 1870, maar het instituut is een voortzetting van een theologische school opgericht in 1832 door de Methodist Episcopal Church. Deze school werd later Genesee College. In 1870 verhuisde de school naar Syracuse, waar de staat New York het tot universiteit verklaarde. Sinds 1920 beschouwt de universiteit zich niet religieus gebonden.
De campus is gelegen op een heuvel ten oosten en zuidoosten van het centrum van Syracuse. De universiteit bestaat uit 13 afdelingen (scholen en colleges), en heeft ongeveer 19.000 studenten (2008).

## Bekende alumni
Joe Biden, president van de Verenigde Staten, heeft aan de Universiteit van Syracuse gestudeerd, evenals de historicus en kenner van de Klassieke Oudheid Moses Finley. De wereldberoemde zanger Lou Reed, frontman van de Velvet Underground studeerde er vanaf de herfst van 1960 tot en met zijn afstuderen in 1964.
Joan Feynman (1927 –  2020) studeerde er natuurkunde.